# المعهد العالي لإدارة الأعمال بصفاقس
المعهد العالي لإدارة الأعمال بصفاقس هي إحدى المؤسسات العليا التابعة لجامعة صفاقس، أنشئ بمقتضى الأمـر عدد 1912 المؤرّخ في 14 أوت 2001 . 

شعار المعهد العالي لإدارة الأعمال بصفاقس

## أرقام
طبقا لأرقام السنة الدراسية 2007-2008 يدرس بها 1552 طالبا من بينهم 941 طالبة.

## وصلة خارجية
- موقع المعهد العالي لإدارة الأعمال بصفاقس.